# Diomid (Dzjoeban)
Diomid (Russisch: Диомид; "Diomedes"), eigenlijk Sergej Ivanovitsj Dzjoeban (Russisch: Сергей Иванович Дзюбан) (Kadijevka (oblast Vorosjilovgrad, Oekraïense SSR), 24 juni 1961 - Kolchanovo,  20 november 2021) was een monnik en was de eerste Russisch-orthodoxe bisschop (augustus 2000-juni 2008) van het Bisdom Anadyr en Tsjoekotka van het Patriarchaat van Moskou. Hij heeft zich echter sindsdien afgescheiden van deze kerk, die hij de "knecht van de antichrist" noemt en heeft een eigen "Heiligste Regerende Synode van de Russisch-orthodoxe Kerk" opgericht samen met zijn aanhangers.
Voor zijn uittreding uit de kerk verscheen hij meerdere malen in het openbaar waarbij hij het Patriarchaat van Moskou en haar toenmalige patriarch Alexius II persoonlijk bekritiseerde. Als gevolg hiervan werd hij in juni 2008 door de Archiejerejski sobor (Raad van Bisschoppen van de Russisch-orthodoxe Kerk) uit zijn functie gezet met een verbod op het uitvoeren van geestelijke taken, wat op 6 oktober 2008 werd gevolgd door een ontzetting (laïcisering) uit zijn priesterambt door de Heilige Synode.

## Biografie
Dzjoeban werd geboren in een Oekraïens arbeidersgezin. In 1983 studeerde hij af aan het Instituut voor Radio-elektronica van Charkov en werd werkzaam als projectingenieur op het Technologisch Ontwerpbureau van Charkov van de Centrale Raad van de DOSAAF van de Sovjet-Unie. Op 3 juli werd hij in de Troitse-Sergieva Lavra gewijd tot monnik door archimandriet Alexius (Koetepov; later bisschop van Toela en Belev). In 1989 studeerde hij af aan het geestelijk seminarie van Moskou en in 1993 aan de Geestelijke Academie van Moskou. Iets eerder, op 1 september 1991, was hij werd hij in het Donskojklooster gewijd tot priestermonnik door patriarch Alexius II. In 1993 werd hij daarop gewijd tot hegoemen. Hij diende vervolgens in de bisdommen Kamtsjatka en Magadan en het tijdelijke bisdom Sachalin vanuit de Kerk van de Ontslapenis van de Moeder Gods in de stad Jelizovo van het bisdom Kamtsjatka, waar hij van 1992 tot 2000 diende en waar hij de Heilige Drie-eenheidskerk (Svjatoj-Troitski chram) liet bouwen. In juni 2000 werd hij benoemd tot archimandriet en vervolgens twee maanden later gewijd tot bisschop van het nieuw geformeerde Bisdom Anadyr en Tsjoekotka. In 2005 wijdde hij hier in Anadyr de Domkerk van de Heilige Levendmakende Drie-eenheid in, de grootste houten kerk van Rusland (26 meter hoog).
Vanaf februari 2007 veroordeelde hij in het openbaar hetgeen hij beschouwde als een "afdwaling van de reinheid van het orthodoxe dogma" door het Patriarchaat van Moskou, waarmee hij zijn afkeer afsprak over het beleid van patriarch Alexius II; in zijn visie was de oecumene (samensprekingen met andere kerkgenootschappen), het ondersteunen van democratie en het tonen van loyaliteit aan de seculaire Russische autoriteit verwerpelijk. Ook nam hij het standpunt aan dat persoonlijke belastingnummers, mobiele telefoons, paspoorten, vaccinaties en globalisering werken van de antichrist waren. Zijn woorden leiden tot veel discussie in de kerk, maar leiden uiteindelijk tot een kerkbesluit waarbij hij door de Archiejerejski sobor en de Heilige Synode uit zijn functie als bisschop werd gezet. Hij reageerde hierop door te verklaren dat de patriarch van Moskou en alle voorgaande patriarchen tot aan de Februarirevolutie (1917) door hem werden geanathematiseerd omdat ze samen hadden gewerkt met een niet-religieuze regering en daarmee "anti-tsaristische ketterij" hadden gepleegd. Ook bleef hij diensten leiden, waarop hij in oktober 2008 uit het episcopaat werd gezet en zijn status werd gereduceerd tot een gewone monnik.

## Overlijden
Dzjoeban raakte op 20 november 2021 betrokken bij een auto-ongeluk in de buurt van Sint-Petersburg. Hij overleed op 60-jarige leeftijd.